# Déva magyar irodalmi élete
Déva magyar irodalmi élete
A város magyar irodalmi vonatkozásai a köztudatban elsősorban a folklórelemekre és a történelmi múltra szorítkoztak. "Magas Déva vára" (egy 1955-ös moldvai csángó gyűjtésben "magas Gyiva vára") a klasszikus Kőműves Kelemen-ballada eseményének közismert színhelye, s az itt raboskodott és meghalt Dávid Ferenc emlékét meg-megújuló tisztelet övezi. Itt bontakozott ki 1880-tól kezdve a Hunyad megyei Történelmi és Régészeti Társaság, s e társulat évkönyveinek (1882-1914), valamint a szintén 1882-ben létesített történelmi és régészeti múzeum tevékenységének fontos szerepük van a római kort megelőző Dácia emlékeinek 19. századi felkutatásában és megismertetésében. Itt bontakozott ki a Szászvároson élő Torma Zsófia ősrégésznek, a tordosi neolit kori telep feltárójának tudományos pályája is.
A 19. század utolsó negyedében indult Hunyad, majd Hunyadvármegye (1931-ig), Déva és vidéke (1931-ig) c. hetilapok, majd az Erdélyi Napló (1931-40) s a Hunyadmegyei Élet (1934-35) irodalmi hagyományt teremtettek a város és megye költőinek megszólaltatásával; ezt fejleszti tovább az 1933-ban Petrozsényi Újságként indult, majd 1936-tól A Mi Megyénk címet viselő heti kiadvány. Ebben az időben Déván tíz nyomda működött, ami hozzájárult a város irodalmi jelentőségéhez. 1920 és 1940 között Hirsch Adolf könyvnyomdájában 36, Laufer Vilmoséban pedig 22 magyar nyelvű könyvet vagy folyóiratot nyomtak (a többiben összesen 16-ot).
Regények, verskötetek jelentek meg, többek közt Barzilay István, Gyarmati Ferenc, Kovács Károly, Serestély Béla kötetei, s a Patria nyomda Szerencse fel címen 1933-ban gyűjteményes kötetbe foglalta több helyi és környékbeli szerző, köztük – a külön kötetekkel jelentkezőkön kívül – Fodor László, Gidály Imre, Kiss Ernő, Molnár Sándor, Nyári Marcell, talmácsi Oláh Dezső, Szöllősi János, Szenes György írásait. A Bukovinából még a 19–20. század fordulóján idetelepedett "csángók" történetét László János telepes gazda dolgozta fel 1935-ben (az anyag összeállítását Petru Groza támogatta, a kézirat a család tulajdonában).
1935. november 3-án itt jelentette be dr. Petru Groza az Ekésfront (Frontul Plugarilor) és a MADOSZ antifasiszta egységfrontját. A helybeli magyarság tiszteletét fejezte ki az államférfiú iránt (Serestély Béla nekrológja (1958) és Kovács Károly emlékbeszéde a Groza-szobor előtt).
A csángótelep fiatalsága dalárdát és műkedvelő színpadot teremtett. Ezek hagyományát elevenítette fel később a helybeli líceum magyar tagozatának irodalmi köre, élén Lovassy László tanárral: 1972 decemberében rendezett helyi Petőfi-emlékkiállításukat a román televízió magyar adásán is bemutatták. A művelődés ösztönzői a találkozások írókkal, művészekkel. Emlékezetes az Erdélyi Helikon íróinak látogatása 1927-ben; később az Utunk s a Kriterion Könyvkiadó írói keresték fel sikeres rendezvények keretében olvasóikat.